# Ігнатій Данилович
Данило́вич Ігна́тій Микола́йович (іноді Гнат Данилович; біл. Ігнат Мікалаевіч Даніловіч, лит. Ignas Danilevičius, пол. Ignacy Daniłowicz; 30 липня (10 серпня) 1787, с. Гриневичі, нині Великі Гриневичі Білостоцького воєводства, Польща — 30 червня (12 липня) 1846, Грефенберг, нині м. Єсенік, Моравія) — правознавець, історик права, археограф, член багатьох наукових товариств.

## Біографія
Народився у селі Гриневичі, нині Великі Гриневичі (пол. Hryniewicze Duże) в сім'ї бідного унійного священика о. Миколая Даниловича та його дружини Доміцели Михневич, був найстаршим з семи дітей подружжя. Старші брати батька були римо-католицькими священиками, оскільки їх виховував ще батько (дід Ігнатія), а вже Миколай Данилович і його молодші брати виховувались дядьком-уніятом.
Від 1797 року навчався в школі католицького чернечого ордену піарів у м. Ломжа, яку закінчив 1801 року (тут одним з його вчителів був Алоїз Осінський). Потім — у гімназії в м. Білостоці (1807).
У 1810 році вступив на морально-політичне відділення (юридичний факультет) Віленського університету, який закінчив, здобувши ступінь магістра права. У 1814 — викладач; 1819 — ад'юнкт; 1822 — екстраординарний професор кримінального права; 1823—1824 — ординарний професор. Весь цей час викладав у Віленському університеті. У 1818 перебував у науковому відрядженні у Варшаві та Санкт-Петербурзі.
Від 1821-го підтримував близькі стосунки з польським істориком Йоахімом Лелевелем, який прибув до Віленського університету.
Після слідства в справі таємних студентських товариств «філоматів» та «філаретів» обох було у 1824 звільнено з роботи. Йому було заборонено проживати в Литві та Білорусі. Переїхав в Україну, у Харків, де з осені 1825 викладав у Харківському університеті (1825—1830) російське і провінційне право. З 1830 працював під керівництвом М. М. Сперанського у 2-му відділенні імператорської канцелярії, де виконував обов'язки редактора законопроєкту «Звід провінційних законів для західних губерній, приєднаних від Польщі» (законопроєкт не був прийнятий, див.: Звід місцевих законів західних губерній Російської імперії 1837). В 1835 посів кафедру кримінальних законів і став (до 1836) першим деканом юридичного факультету у новоствореному Київському університеті св. Володимира. Після заворушень польських студентів 1839 і тимчасового закриття університету разом з іншими професорами польського походження Диналовича переведено подалі від Польщі до Московського університету, де він очолював кафедру законів благоустрою і благочиння. Невдовзі захворів на нервовий розлад і 1842 року повернувся до Києва.
Помер в Моравії під час перебування на лікуванні.
В його честь названа вулиця в місті Більськ-Підляський.

## Доробок
Основні наукові інтереси Даниловича стосувалися історії і тогочасного стану права західних губерній Росії, зокрема литовсько-руського права. Дотримувався демократичних поглядів, протестував проти кріпацтва, пропагував ідею слов'янської єдності. Відстоював необхідність вивчення права Великого князівства Литовського для з'ясування загальних закономірностей розвитку руського права, був предтечею наукової школи західноруського права, яка досліджувала, зокрема, своєрідність державо-правового укладу на українських і білоруських землях.
Знав польську, латинську, німецьку, французьку й російську мови, володів даром оповідача, мав глибокі знання в галузі руського права. Дослідник і видавець найдавніших пам'яток литовсько-руського законодавства, матеріалів з історії Польщі, Литви й України. Іменем Даниловича названо літопис Литви і Русі, знайдений ним у Білостоцькому воєводстві.

Колекція листів Даниловича до Й. Лелевеля зберігається в бібліотеці Польської АН (Краків). Архів самого ученого не зберігся. 

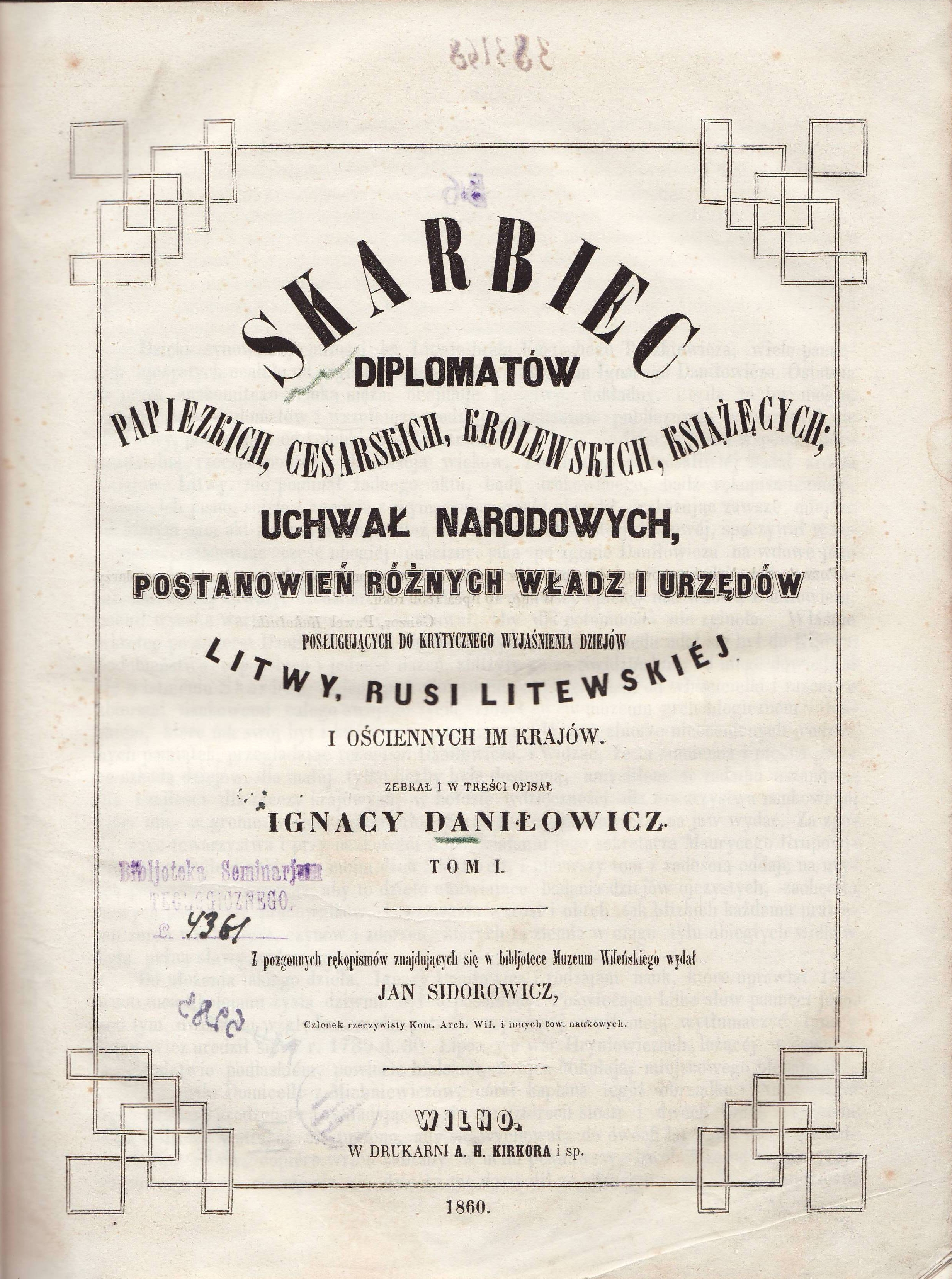
«Скарбниця актів папських, цісарських, королівських, князівських, народних ухвал, постанов різних влад та урядів, що можуть допомогти критичному з'ясуванню історії Литви, Русі Литовської і близьких їм земель»

Праці Даниловича видавалися польською та російською:

### Праці
Праці Даниловича видавалися польською та російською:
- Данилович, И. Историческое и этнографическое исследование о цыганах// Северный архив. — СПб., 1823. — Т.XIX. — № 1-6. 184—208.
- Бібліографічний опис усіх відомих рукописів і друкованих примірників Литовського статуту" (1823)
- «Судебник Казимира IV» (1826[4]),
- «Літопис Литви і Хроніка Руська» (1824—1827),
- «Про хід кримінального законознавства взагалі і насамперед у Німеччині» (1837),
- «Огляд історичних відомостей про складання зводу законів західних губерній» (1837, 1910),
- «Погляд на Литовське законодавство і Литовські статути» (1841),
- «Скарбниця актів папських, цісарських, королівських, князівських, народних ухвал, постанов різних влад та урядів, що можуть допомогти критичному з'ясуванню історії Литви, Русі Литовської і близьких їм земель» (опубл. 1860—1863)
- Daniłowicz Ignacy. Kodex Napoleona w porównaniu z prawami polskiemi i litewskiemi: rozprawa opracowana w roku 1818 na temat zadany przez Radę b. Uniwersytetu Wileńskiego / Z autografu znajdującego się w dziale rękopisów Biblioteki Cesarskiej Publicznej w Petersburgu wyd. Aleksander Kraushar. — Warszawa, 1905. та ін.